# I/111 Azerbejdżański Batalion Polowy
I/111 Azerbejdżański Batalion Polowy "Dönmec" (niem. Aserbeidschanische Feld Bataillon I/111 "Dönmec") – pododdział wojskowy Wehrmachtu podczas II wojny światowej złożony z Azerów.

## Historia
Oddział został sformowany na okupowanej Ukrainie 4 sierpnia 1942 jako I Batalion Szkoleniowy. Formalnie wchodził w skład Legionu Azerskiego. Miał pięć kompanii. Liczył ponad 929 Azerów i 33 Niemców. Dowództwo objął kpt. Werner Scharrenberg. Pod koniec sierpnia tego roku oddział przemianowano na I/111 Azerbejdżański Batalion Polowy z nieoficjalnym przydomkiem "Dönmec". Po skierowaniu na front wschodni jako I Batalion wszedł w skład 111 Dywizji Piechoty gen. Hermanna Recknagela. Początkowo walczył na północnym Kaukazie w rejonie Nalczyka i Mozdoka, zaś po odwrocie wojsk niemieckich na początku 1943 zwalczał partyzantkę na Krymie, ponosząc duże straty. W pierwszej połowie 1944 został przeniesiony w rejon Warszawy. Liczył wówczas ok. 650 ludzi. Od pierwszych dni sierpnia tego roku w składzie Grupy Bojowej "Dirlewanger" zwalczał powstanie warszawskie. Odpowiadał za masakry cywilów na Woli. Na początku 1945 został przeniesiony do Prus Wschodnich. 27 marca tego roku został przekształcony w III Batalion 1607 Pułku Grenadierów nowo sformowanej 599 Brygady Grenadierów, stacjonującej w Danii.